# Ваља Маре (Кандешти Вале)
Ваља Маре (рум. Valea Mare) насеље је у Румунији у округу Дамбовица у општини Кандешти Вале. Oпштина се налази на надморској висини од 506 m.

## Становништво
Према подацима из 2011. године у насељу је живело 181 становника.